# Пам'ятки архітектури Маловисківського району
У Маловисківському районі Кіровоградської області на обліку перебуває 8 пам'яток архітектури.
| № пп | Найменування пам’ятки                      | Датування      | Місцезнаходження пам’ятки            | Охорон. номер |
| ---- | ------------------------------------------ | -------------- | ------------------------------------ | ------------- |
| 1    | Церква Успенія Пресвятої Богородиці        | кінець 19 ст.  | с. Березівка, вул. Щорса             | виявлена      |
| XXI  | Комплекс споруд цукрового заводу (2 буд) : |                |                                      |               |
| 2    | Головний корпус цукрового заводу           | 19 ст.         | смт. Мала Виска, вул. Кондратюка, 10 | 206-Кв        |
| 3    | Маєток поміщиці Кудашевої                  | 1889 р.        | смт. М.Виска, вул. Київська, 4       | виявлена      |
| 4    | Миколаївська церква                        | 1912 р.        | с. Кіровка                           | 208-Кв        |
| 5    | Церква Святих Костянтина і Єлени           | 1857 р.        | с. Копанки, вул. Шевченка, 22        | 100-Кв        |
| 6    | Свято-Іоанна Богословська церква           | 1905 р.        | с. Лутківка, вул. Щорса, 3           | 26-Кв         |
| 7    | Земська школа                              | початок 20 ст. | с. Плетений Ташлик                   | виявлена      |
| 8    | Миколаївська церква                        | кінець 19 ст.  | с. Хмельове, вул. Некрасова, 1/1     | виявлена      |
|      |                                            |                |                                      |               |